# Teherán 43
Teherán 43 1981-ben bemutatott francia–szovjet–svájci akciófilm.

## Szereplők
| Szerep                  | Színész                   | Magyar hangja (1. szinkron) |
| ----------------------- | ------------------------- | --------------------------- |
| Andrej Borogyin         | Igor Kosztolevszkij       | Csernák János               |
| Marie / Nathalie        | Natalija Belohvosztyikova | Sáfár Anikó                 |
| Legraine                | Curd Jürgens              | Képessy József              |
| Georges Roche felügyelő | Alain Delon               | Perlaki István              |
| Max Richard             | Armen Dzsigarhanján       | Gruber Hugó                 |
| Françoise               | Claude Jade               | Földi Teri                  |
| Scherner                | Albert Filozov            | Fülöp Zsigmond              |
| Hermolin                | Nyikolaj Grinyko          | Verebes Károly              |
| Dennis Pew              | Georges Géret             | Szabó Ottó                  |
| Gérard Simon            | Gleb Sztrizsenov          | Makay Sándor                |
| Mr. Johnson             | Jacques Roux              | ?                           |